# كسوف الشمس 1 يونيو 2087
سيحدث كسوف جزئي للشمس في 1 يونيو 2087. يحدث كسوف الشمس عندما يمر القمر بين الأرض والشمس، وبالتالي يحجب صورة الشمس كليًا أو جزئيًا عن مشاهد على الأرض. يحدث كسوف جزئي للشمس في المناطق القطبية من الأرض عندما يغيب مركز ظل القمر عن الأرض.

## الخسوفات ذات الصلة

### كسوف الشمس 2083-2087
هذا الكسوف هو جزء من سلسلة نصف سنوية. يتكرر الكسوف في سلسلة فصلية من الكسوف الشمسي كل 177 يومًا تقريبًا و 4 ساعات (فصل ) في العقد المتناوبة من مدار القمر.قالب:Solar eclipse set 2083–2087
| مجموعات سلسلة كسوف الشمس من 2083 إلى 2087 | مجموعات سلسلة كسوف الشمس من 2083 إلى 2087 | مجموعات سلسلة كسوف الشمس من 2083 إلى 2087 | مجموعات سلسلة كسوف الشمس من 2083 إلى 2087 | مجموعات سلسلة كسوف الشمس من 2083 إلى 2087 |
| ----------------------------------------- | ----------------------------------------- | ----------------------------------------- | ----------------------------------------- | ----------------------------------------- |
| عقدة تنازلية                              | عقدة تنازلية                              |                                           | عقدة تصاعدية                              | عقدة تصاعدية                              |
| 118                                       | July 15, 2083 [الإنجليزية] جزئي           | 123                                       | January 7, 2084 [الإنجليزية] جزئي         |                                           |
| 128                                       | July 3, 2084 [الإنجليزية] حلقي            | 133                                       | December 27, 2084 [الإنجليزية] كلي        |                                           |
| 138                                       | June 22, 2085 [الإنجليزية] حلقي           | 143                                       | December 16, 2085 [الإنجليزية] حلقي       |                                           |
| 148                                       | June 11, 2086 [الإنجليزية] كلي            | 153                                       | December 6, 2086 [الإنجليزية] جزئي        |                                           |
| 158                                       | كسوف الشمس 1 يونيو 2087 Partial           |                                           |                                           |                                           |

### سلسلة ميتونيك
تكرر السلسلة ميتونك الخسوف كل 19 عامًا (6939.69 يومًا)، وتستمر حوالي 5 دورات. يحدث الكسوف في نفس تاريخ التقويم تقريبًا. بالإضافة إلى ذلك، تكرر سلسلة اوكتون الفرعية 1/5 من ذلك أو كل 3.8 سنوات (1387.94 يومًا). تحدث جميع الكسوفات في هذا الجدول عند العقدة الهابطة للقمر.قالب:Solar Metonic series 2011 June 1
| أحداث الكسوف بين 1 يونيو 2011 و 1 يونيو 2087 | أحداث الكسوف بين 1 يونيو 2011 و 1 يونيو 2087 | أحداث الكسوف بين 1 يونيو 2011 و 1 يونيو 2087 | أحداث الكسوف بين 1 يونيو 2011 و 1 يونيو 2087 | أحداث الكسوف بين 1 يونيو 2011 و 1 يونيو 2087 |
| 31 مايو – 1 يونيو                            | 19–20 مارس                                   | 5–6 يناير                                    | 24–25 أكتوبر                                 | 12–13 أغسطس                                  |
| 118                                          | 120                                          | 122                                          | 124                                          | 126                                          |
| -------------------------------------------- | -------------------------------------------- | -------------------------------------------- | -------------------------------------------- | -------------------------------------------- |
| كسوف الشمس 1 يونيو 2011                      | كسوف الشمس 20 مارس 2015                      | كسوف الشمس 6 يناير 2019                      | كسوف الشمس 25 أكتوبر 2022                    | كسوف الشمس 12 أغسطس 2026                     |
| 128                                          | 130                                          | 132                                          | 134                                          | 136                                          |
| كسوف الشمس 1 يونيو 2030                      | كسوف الشمس 20 مارس 2034                      | كسوف الشمس 5 يناير 2038                      | كسوف الشمس 25 أكتوبر 2041                    | كسوف الشمس 12 أغسطس 2045                     |
| 138                                          | 140                                          | 142                                          | 144                                          | 146                                          |
| كسوف الشمس 31 مايو 2049                      | كسوف الشمس 20 مارس 2053                      | كسوف الشمس 5 يناير 2057                      | كسوف الشمس 24 أكتوبر 2060                    | كسوف الشمس 12 أغسطس 2064                     |
| 148                                          | 150                                          | 152                                          | 154                                          | 156                                          |
| كسوف الشمس 31 مايو 2068                      | March 19, 2072 [الإنجليزية]                  | January 6, 2076 [الإنجليزية]                 | October 24, 2079 [الإنجليزية]                | August 13, 2083 [الإنجليزية]                 |
| 158                                          | 160                                          | 162                                          | 164                                          | 166                                          |
| كسوف الشمس 1 يونيو 2087                      |                                              |                                              | October 24, 2098 [الإنجليزية]                |                                              |

## روابط خارجية
- Google map
- ناسا

قالب:Solar eclipse NASA reference